# Seth Cohen
Sethelah Ezekiel Cohen, denominado comúnmente Seth, es un personaje en la serie The OC. Es interpretado por Adam Brody .

## Descripción del personaje
Al inicio de la serie, Seth es un adolescente de 16 años que reside en Newport Beach en Orange County (O.C.), California. Es un personaje de carácter cómico y sarcástico. Hijo de Sandy Cohen, un judío del Bronx que trabaja como abogado y Kirsten Cohen, de familia protestante adinerada que ha heredado la empresa de su padre y hace que esta a su vez vaya viento en popa. Capitán Oats, un caballo de plástico, es el mayor confidente que tiene Seth, junto a su hermano adoptivo Ryan.
Seth hace enseguida buenas migas cuando su familia trae a casa un joven conflictivo proveniente del barrio marginal Chino, Ryan Atwood (interpretado por Benjamin McKenzie) que se convierte en su único y mejor amigo y lo acerca más a la chica de sus sueños, Summer, quien antes era imposible dada su falta de popularidad en su instituto.
La Naviukkah, suma de los vocablos Navidad y Hanuka (En inglés Christmukkah = Christmas + Hanukkah) es la creación de Seth para tener unas fiestas perfectas, ya que une lo mejor de las fiestas judías, por parte paterna, y lo mejor de las fiestas cristianas, por parte materna. Este movimiento ha tenido mucho éxito en los Estados Unidos, debido entre otras cosas a la gran cantidad de familias con miembros judíos y cristianos que no tienen una fiesta común (religiosamente hablando) cuando se reúnen durante estas fechas.

### Primera temporada
En la primera temporada de la serie Seth tiene dos novias, Anna Stern y Summer. Seth consiguió después de muchos esfuerzos que Summer le hiciera caso y se fijara en él por primera vez, pero cuando se hacen amigos y comienzan una dulce amistad Seth decide salir con Anna, que es una compañera de instituto de ambos. Summer siente celos de Anna continuamente incluso intentaron llevar una amistad a tres bandas que no funcionó. Finalmente Anna rompe con él al darse cuenta de que realmente él quería a Summer. Enseguida comienza su relación con Summer, y ambos pierden la virginidad juntos, a pesar de la reputación de chica experimentada que tenía Summer.
Al final de la primera temporada, Seth tiene una depresión por la partida de Ryan a Chino. Esto hace pensar a Seth que tiene que cumplir el deseo con el que inauguraba la serie, navegar hasta Tahíti utilizando su pequeño catamarán. Se escapa de casa y se pone en marcha, aunque en la segunda temporada, se explica que después de navegar hasta Santa Bárbara, vende su catamarán, se va Portland donde reside su amigo Luke y éste le acoge en su casa durante todo el verano, hasta que Ryan va en su busca y le convence de volver con él a Newport. Allí se dará cuenta de que su relación con Summer está rota, ya que ella está saliendo con un nuevo chico, y comenzarán de nuevo los enredos de adolescentes.

### Segunda temporada
A partir del capítulo 14 de la segunda temporada, Raining Day (día de lluvia), Seth retoma su relación con Summer. Pero antes en la segunda temporada Summer empieza a salir con otro chico Zack, que comparte con Seth su afición a los cómics, ello les lleva a crear un personaje de cómic, ambos pensaron en alguien especial para ellos y coincidieron: Summer. 
Seth es muy conocido por su afición a los cómics y a los videojuegos. En relación con sus gustos musicales, le apasiona el Indie Rock, donde grupos como Death Cab for Cutie, Bright Eyes o The Shins; completan su repertorio de álbumes musicales. 
A pesar de la apariencia de Seth Cohen como chico tímido y buen alumno, en la cuarta temporada este perfil da un giro de ciento ochenta grados. Sucede cuando llegan al último curso y deben elegir una universidad, Seth parece tenerlo muy claro y como su relación con Summer es envidiable ella decide escoger la misma que él, la Universidad de Brown. Sin embargo, Seth no consigue entrar.

### Tercera y cuarta temporada
En la tercera temporada Seth mantiene su relación con Summer, mientras que en el instituto estos dos deben enfrentarse y adaptarse un tiempo a estar sin Ryan y Marissa, al ser expulsados del instituto por lo ocurrido con el hermano de Ryan.
Por otro lado se preparan para la universidad, Seth desea ir a Brown y Summer al obtener una nota alta que le permite entrar en Brown desea poder entrar para así poder estar con Seth. A finales de temporada se descubre que Seth no a ha sido aceptado en Brown.
Como en muchas otras ocasiones por miedo a fastidiar las ilusiones de Summer acaba mintiendo y afirma haber entrado. Ella está muy ilusionada y Seth decide romper con Summer para que ella entre Brown y no acabe quedándose con él , estas cosas provocan gran estrés a Seth y hace que comience a fumar porros, después de la hermana de Marisa se los diese..Pero después de un tiempo peleados Seth se lo cuenta a Summer y terminan reconciliándose.Seth fuma por última vez en la empresa donde trabaja su padre y provoca un incendio, donde le arrestan, después de esto, no vuelve a fumar.
Seth con ayuda de su antigua amiga Ana (temporada 1) en una visita a Brown en un intento de que lo admitan en Brown, (cuando todavía estaba peleado con Summer) termina presentándose en una universidad de arte donde finalmente aceptan a Seth y así podría estar cerca de Summer.
En la cuarta temporada de la serie Seth aplaza la universidad hasta estar dispuesto a comenzarla junto a Summer, quien desde la muerte de Marissa ha cambiado bastante en algunos aspectos. Al final de la serie se ve cómo Summer se va con la empresa George y sigue su relación a distancia con Seth, con el tiempo terminan casándose, mientras que Seth trabaja como dibujante de cómics.
- Datos: Q629899